# Leucippe (figlia di Testore)
Leucippe (in greco antico: Λευκίππη?) è un personaggio della mitologia greca, figlia di Testore e sorella di Calcante e Teonoe.

## Mitologia
Dopo il rapimento da parte dei pirati della sorella Teonoe e la scomparsa del padre seguì la predizione di un oracolo e, nascosta in un abito religioso, si recò alla corte di Icaro il re della Caria. Teonoe la vide, ma la scambiò per un uomo e se ne innamorò ma fu respinta. Così per vendetta ordinò al suo schiavo (Testore, il padre) di ucciderla. 

Testore si presentò a lei raccontandole la sua storia e solo così i due si riconobbero e decisero quindi di uccidere la concubina di Icaro (Teonoe) ma, una volta giunto nella sua camera questa lo riconobbe. 

In tre quindi si recarono da Icaro che, ricolmandoli di doni li rimandò in patria.